# Otto Schneider (Philologe)

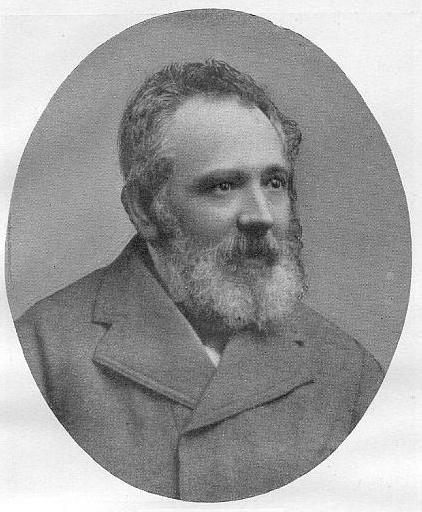
Otto Schneider

Otto Hermann Eduard Schneider (* 25. April 1815 in Stralsund; † 28. März 1880 in Gotha) war ein deutscher Klassischer Philologe.

## Leben
Schneider, der Sohn eines schwedischen Polizeikommissars (Pommern gehörte bis 1815 zu Schweden), besuchte das Sundische Gymnasium in seiner Heimatstadt Stralsund und studierte anschließend an der Universität Greifswald Klassische Philologie. Auf Anregung des Professors Georg Friedrich Schömann wechselte er im Herbst 1836 an die Universität Berlin, wo ihn August Boeckh und Karl Lachmann prägten. Boeckh war es auch, der Schneiders weitere Laufbahn förderte: Nach der Promotion (1838) nahm er ihn als ordentliches Mitglied in das pädagogische Seminar auf. Sein Probejahr und den ersten Schuldienst verbrachte Schneider am Gymnasium in Charlottenburg. 1842 erhielt er durch Lachmanns Vermittlung eine Lehrerstelle am Gymnasium Illustre in Gotha, wo er 1855 zum Professor ernannt wurde. Trotz mehrerer auswärtiger Angebote blieb Schneider bis an sein Lebensende in Gotha.
Im Mai 1869 erlitt Schneider auf einer Reise einen Schlaganfall und trat daraufhin in den Ruhestand. Er blieb noch elf Jahre als Forscher tätig, bis er 1880 einem weiteren Schlaganfall erlag. Sein Nachlass befindet sich in der Forschungsbibliothek Gotha.
In der philologischen Forschung ist Schneider durch verschiedene Studien zur griechischen und römischen Literatur hervorgetreten. Neben seiner Doktorarbeit über die Aristophanes-Scholien (1838) verfasste er grundlegende Arbeiten zu den alexandrinischen Dichtern. Seine Ausgabe der Lehrgedichte Nikanders (1856) und der Werke des Kallimachos (1870–1873) blieben lange in Gebrauch, ehe sie durch die Papyrusfunde des 19. und 20. Jahrhunderts obsolet wurden. Sein Index zur Naturalis historia des Plinius (1857–1858) wurde noch 1967 nachgedruckt.

## Schriften (Auswahl)
- De veterum in Aristophanem scholiorum fontibus commentatio. Stralsund 1838 (erweiterte Dissertation)
- De censione hastaria veterum Romanorum coniecturae. Epistola ad Eduardum Iacobi. Berlin 1842
- Prolegomena in Callimachi αἰτίων fragmenta. Gotha 1851
- Nicandrea. Theriaca et Alexipharmaca recensuit et collegit, commentationes addidit Otto Schneider. Leipzig 1856
- In C. Plini Secundi naturalis historiae libros indices. Zwei Bände, Gotha 1857–1858. Nachdruck Hildesheim 1967
- Isokrates: Ausgewählte Reden. Für den Schulgebrauch erklärt von Otto Schneider. Leipzig: Teubner
  - Erstes Bändchen: Demonicus, Euagoras, Areopagiticus. 1859; 18742; 18883 besorgt von Max Schneider.
  - Zweites Bändchen: Panegyricus, Philippus. 1860; 18752; 18863 besorgt von Max Schneider.
- De Callimachi operum tabula, quae extat apud Suidam. Gotha 1862
- Callimachea. Zwei Bände, Leipzig 1870–1873